# Leichtathletik-Weltmeisterschaften 2023/Teilnehmer (Barbados)
| Goldmedaillen | Silbermedaillen | Bronzemedaillen |
| ------------- | --------------- | --------------- |
| —             | —               | 1               |

Der Leichtathletikverband von Barbados hat für die Leichtathletik-Weltmeisterschaften 2023 in Budapest drei Sportler gemeldet.

## Ergebnisse

### Frauen

#### Laufdisziplinen
| Athletin      | Disziplin | Vorlauf | Vorlauf | Halbfinale | Halbfinale | Finale  | Finale |
| Athletin      | Disziplin | Zeit    | Platz   | Zeit       | Platz      | Zeit    | Platz  |
| ------------- | --------- | ------- | ------- | ---------- | ---------- | ------- | ------ |
| Sada Williams | 400 m     | 50,78 s | 8       | 49,58 s NR | 3          | 49,60 s | Bronze |

### Männer

#### Laufdisziplinen
| Athlet         | Disziplin | Vorlauf | Vorlauf | Halbfinale | Halbfinale | Finale | Finale |
| Athlet         | Disziplin | Zeit    | Platz   | Zeit       | Platz      | Zeit   | Platz  |
| -------------- | --------- | ------- | ------- | ---------- | ---------- | ------ | ------ |
| DeSean Boyce   | 400 m     | DNF     | DNF     | DNQ        | DNQ        | –      | –      |
| Jonathan Jones | 400 m     | 46,03   | 37      | DNQ        | DNQ        | –      | –      |